# Password Safe
Password Safe — свободный с открытым исходным кодом менеджер паролей, разработанный Брюсом Шна́йером для Windows. Также имеются версии для Android, iOS и Mac.

## Описание
Программа представляет собой базу данных для хранения паролей. Она хранит множество паролей в зашифрованном файле, доступ к которому предоставляется после ввода мастер-пароля. Позволяет пользователям помнить только один пароль для доступа к базе с паролями, вместо множества комбинаций имён пользователей/паролей.

## Достоинства
Простота: Password Safe предназначен для выполнения одной функции, и выполняет её хорошо. После запуска программы и ввода основного пароля, любой хранимый пароль доступен для копирования в буфер обмена при помощи двойного щелчка.
Безопасность: первоначальная версия была разработана и написана Брюсом Шнайером — экспертом в области криптографии.
Открытый исходный код: исходный код проекта доступен для исследования.
Доступность на других платформах: PasswdSafe - портированная версия для Android.
Клиент для iOS: 
pwSafe 2 - Password Safe - платное приложение.